# Neusvleugelpiercing
De neus(vleugel)piercing is – na de oorpiercing – de meest algemeen geaccepteerde piercing. Het piercen van de neusvleugel wordt in India al eeuwenlang gedaan. Volgens de Ayurveda helpt het piercen van de linker neusvleugel tegen menstruatiepijn en zorgt het voor minder pijn tijdens een bevalling.
Na het piercen van de neusvleugel wordt meestal een ringetje geplaatst, dat later kan worden vervangen door een knopje.